# Sterrhochaeta olivacea
Sterrhochaeta olivacea là một loài bướm đêm trong họ Geometridae.